# Paweł Saar
Paweł Władysław Saar (ur. 26 kwietnia 1935 w Łodzi, zm. 24 marca 2022) – polski rzemieślnik, polityk i działacz samorządu gospodarczego, poseł na Sejm II kadencji.

## Życiorys
Ukończył w 1960 studia na Wydziale Elektrycznym Politechniki Łódzkiej, po których podjął działalność w rzemiośle. W tym samym roku dołączył do Cechu Rzemiosł Budowlanych, Drzewnych i Mineralnych w Łodzi. Prowadził własny zakład instalatorstwa elektrycznego. W latach 80. przewodniczył Ogólnopolskiemu Komitetowi Odbudowy Samorządu Rzemiosła. W 1980 stanął na czele zarządu łódzkiej izby rzemieślniczej. Został także zastępcą prezesa zarządu Związku Rzemiosła Polskiego.
W wyborach w 1991 bez powodzenia ubiegał się o mandat poselski z listy Wyborczej Akcji Katolickiej. W latach 1993–1997 sprawował mandat posła na Sejm II kadencji z ramienia Bezpartyjnego Bloku Wspierania Reform z okręgu łódzkiego. W 1997 bez powodzenia ubiegał się o reelekcję z ramienia Krajowej Partii Emerytów i Rencistów, następnie wycofał się z bieżącej polityki.
W październiku 2015 z ramienia Związku Rzemiosła Polskiego został członkiem nowo powstałej Rady Dialogu Społecznego.
Pochowany na cmentarzu Zarzew w Łodzi.

## Odznaczenia
Odznaczony Krzyżem Oficerskim (1997) i Komandorskim (2002) Orderu Odrodzenia Polski.